# Ecbolium
- Commons
- Wikispecies

Ecbolium Kurz, segundo o Sistema APG II, é um gênero botânico da família Acanthaceae, natural da África, Madagascar, Socotorá e Índia.

## Espécies
- Ecbolium abyssinicum
- Ecbolium acuminatissimum
- Ecbolium acuminatum
- «Lista das espécies»

## Nome e referências
Ecbolium Kurz, 1871

## Classificação do gênero
| Sistema | Classificação                       | Referência            |
| ------- | ----------------------------------- | --------------------- |
| APG II  | Ordem Lamiales, família Acanthaceae | APweb, versão 9, 2008 |